# St. Johannes Evangelist (Hofheim)

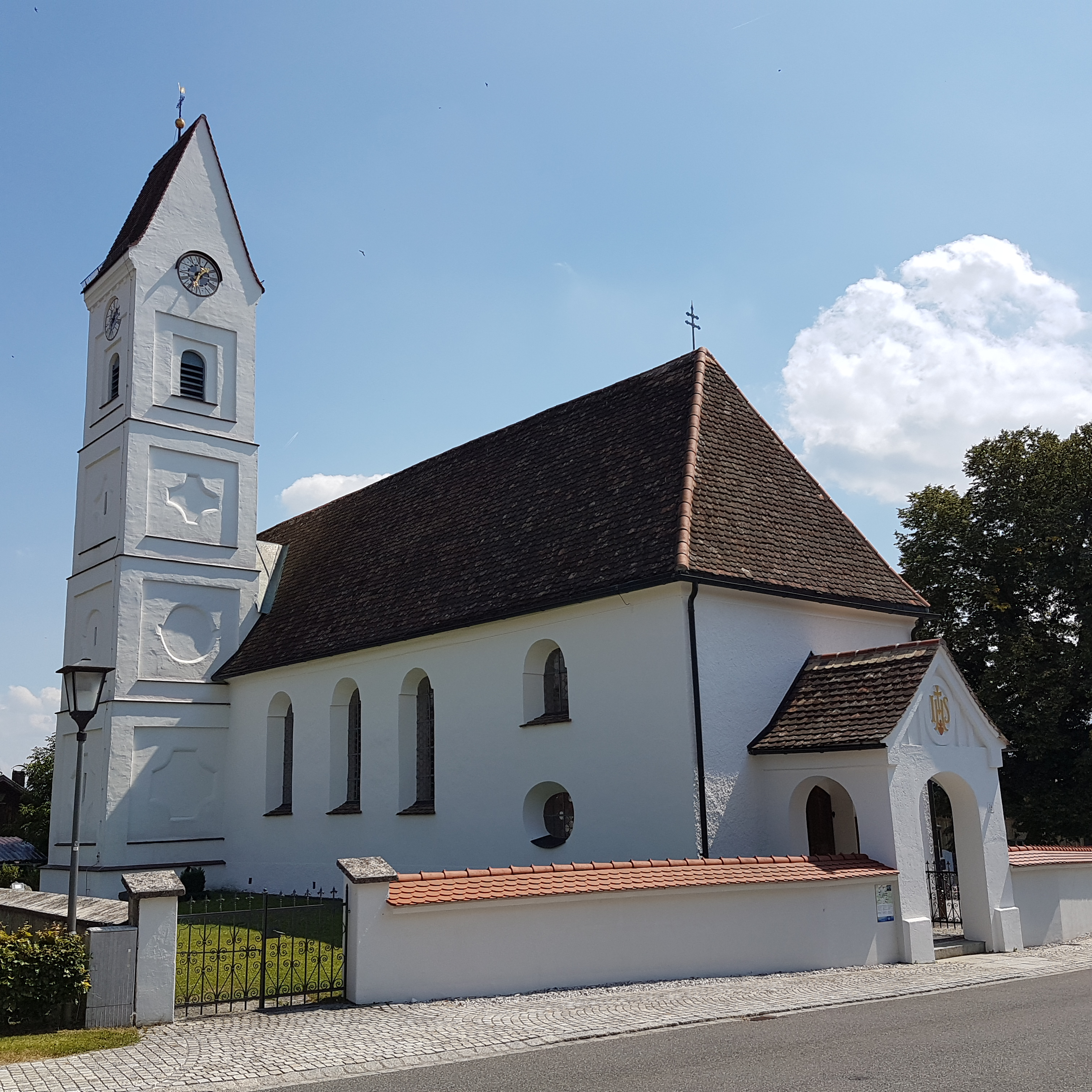
Die Kirche in Hofheim

 Die katholische Filialkirche St. Johannes Evangelist befindet sich im Spatzenhausener Gemeindeteil Hofheim, in der Nähe vom Nordwestufer des Riegsees.

## Geschichte

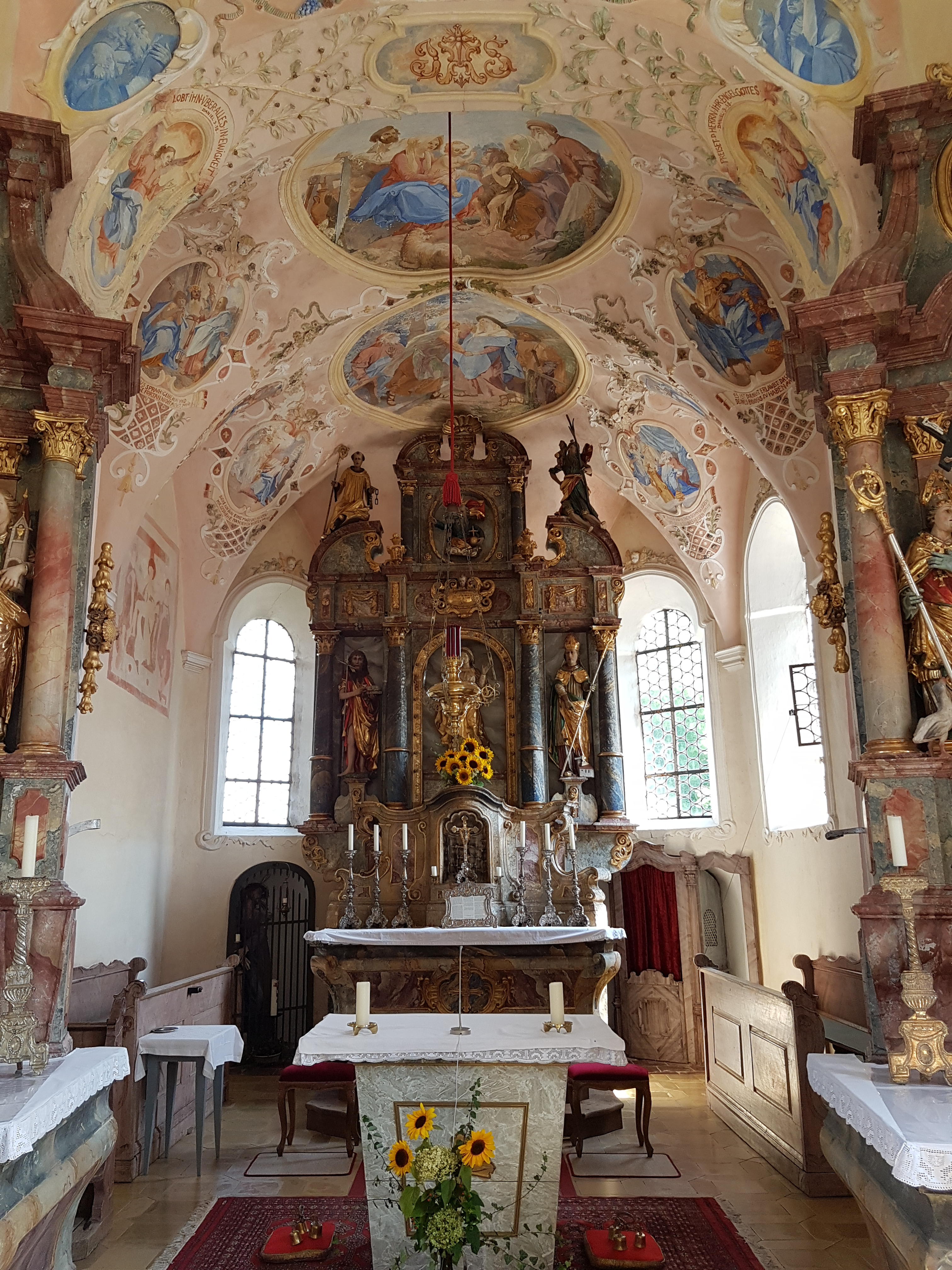
Blick in den Chor

Im 14. Jahrhundert wird zum ersten Mal eine Kirche in Hofheim erwähnt. Die heutige Kirche wurde 1465 eingeweiht. Ab 1491 erfolgte die kirchliche Betreuung durch die Habacher Augustinerchorherren, die den Bau 1781 verlängern ließen. Die Kirche wurde fünfmal ausgemalt, das letzte Mal mit den heutigen Deckengemälden v. Bradl, 1918/19.

## Beschreibung

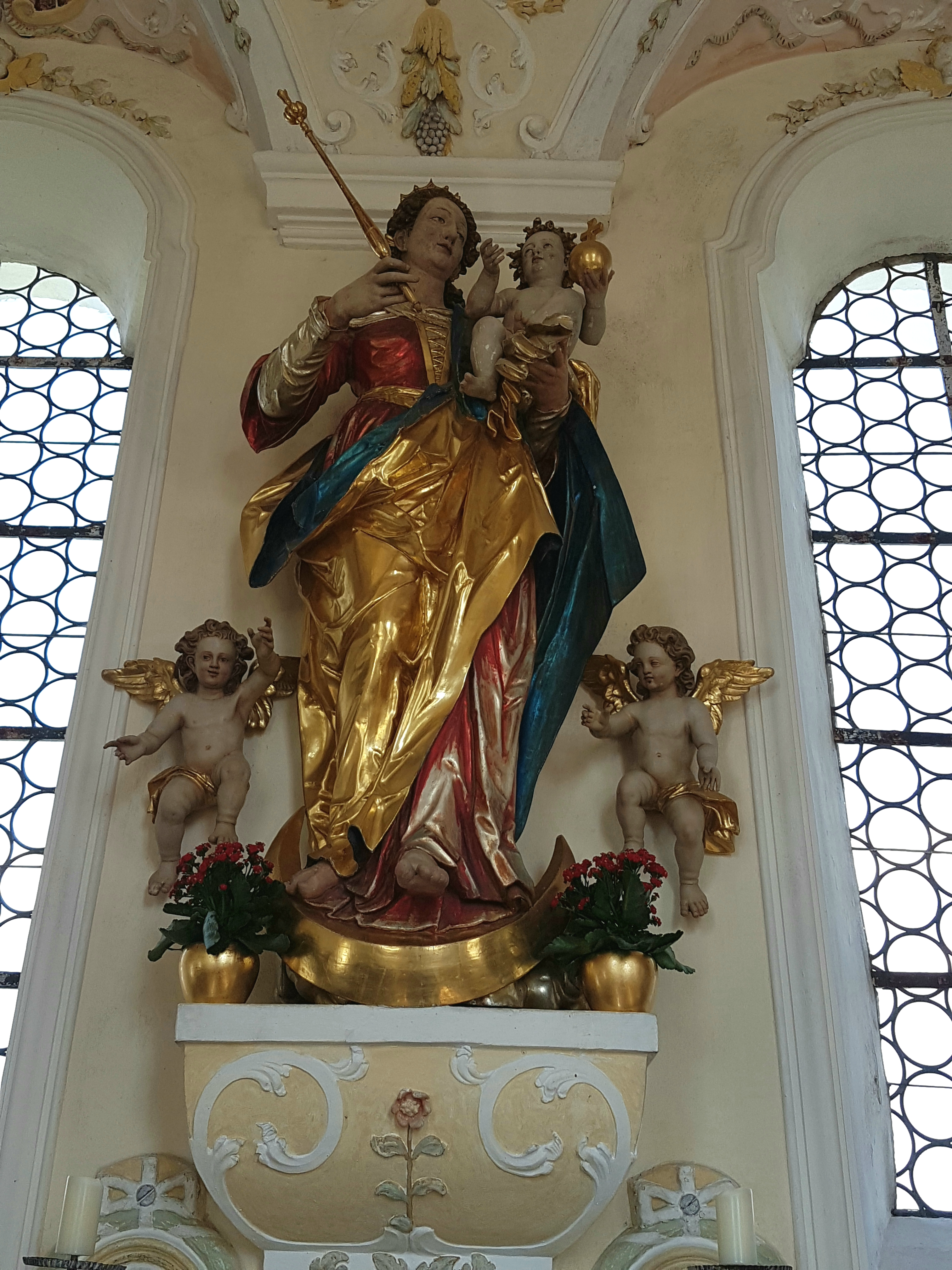
Die Hans-Degler-Mondsichelmadonna

Der Kirchenbau besitzt ein langgezogenes Langhaus, einen reich gegliederten Turm mit Satteldach und einen eingezogenen Chor.

Im Innern ist das Langhaus flachgewölbt, die Deckenfresken stellen das Leben des heiligen Johannes des Täufers, der Propheten und von Adam und Eva dar. Die Altäre stammen aus der Frühphase (Hochaltar) und der Spätphase (Seitenaltäre) des Spätbarocks. Der Hochaltar im reich dekorierten Chorraum von 1694 wurde durch Martin Streicher erstellt. Die geschwungene Empore ist mit Fruchtgehängen und zwei Kreuzwegstationen ausgestattet.

Das kostbarste Ausstattungsstück der Kirche ist eine große Mondsichelmadonna, die der bedeutende Weilheimer Bildhauer Hans Degler 1610 anfertigte. Diese auf Umwegen nach Hofheim gekommene Skulptur befand sich früher in der 1803 abgerissenen Pollinger Pfarrkirche.